# Túloldal
A Túloldal (eredeti cím: Beyond) 2017-ben bemutatott misztikus amerikai televíziós sorozat. A műsor alkotója Adam Nussdorf. A történet egy kómából felébredt fiatal férfiról szól, aki különleges képességek birtokába jut, ugyanakkor rémálmok gyötrik. A főszereplőt Burkely Duffield játssza, mellette látható többek közt Dilan Gwyn, Jordan Calloway, Jonathan Whitesell és Michael McGrady.
A sorozatot az Amerikai Egyesült Államokban a Freeform adta 2017. január 1. és 2018. március 22. között, Magyarországon az HBO 3 mutatta be 2018. február 21-én, másnap pedig az HBO is műsorra tűzte.

## Cselekmény
A történet főszereplője Holden Matthews, aki 25 éves és 12 év kóma után ébred fel, egy számára jelentősen megváltozott világban, miközben sok mindenből kimaradt, így gyakran nem megfelelően viselkedik. Holden az ébredése után különleges képességekre tesz szert, miközben rémálmok és éber látomások gyötrik, amik hirtelen villannak fel és Holden semmit nem tud ellenük tenni. Egy összeesküvés elmélet közepébe csöppen, így nyomozásba fog ezek kiderítése érdekében. Egy fekete hajú lány (Willa) figyelmezteti, hogy „ne bízzon senkiben”.
Kiderül, hogy a rémálmokban látott személyek, tárgyak és történések valóságosak, a Birodalom-nak nevezett „Túloldal”-on léteznek. Orvosok évtizedekkel korábban kómába esett betegeken kísérleteztek, akik ébredésük után hasonló élményekről számoltak be, mint később Holden.

## Szereplők
| Szereplő            | Színész            | Magyar hang    |
| ------------------- | ------------------ | -------------- |
| Holden Matthews     | Burkely Duffield   | Czető Roland   |
| Willa Frost         | Dilan Gwyn         | Dobó Enikő     |
| Kevin McArdle       | Jordan Calloway    | Gacsal Ádám    |
| Luke Matthews       | Jonathan Whitesell | Czető Ádám     |
| Tom Matthews        | Michael McGrady    | Bácskai János  |
| Diane Matthews      | Romy Rosemont      | Antal Olga     |
| Jeff McArdle        | Jeff Pierre        |                |
| Charlie Singer      | Eden Brolin        |                |
| sárga kabátos férfi | Peter Kelamis      | Dolmány Attila |
| Arthur              | Alex Diakun        | Csuha Lajos    |
| Dayton seriff       | Toby Levins        | Ember Márk     |
| Ian atya            | Chad Willett       | Fazekas István |
| Tess Shoemacher     | Erika Alexander    | Hámori Eszter  |

## Epizódok
| Évad | Évad | Részek száma | Részek száma | Eredeti sugárzás | Eredeti sugárzás  | Eredeti adó | Magyar sugárzás   | Magyar sugárzás   | Magyar adó |
| Évad | Évad | Részek száma | Részek száma | Évadbemutató     | Évadzáró          | Eredeti adó | Évadbemutató      | Évadzáró          | Magyar adó |
| ---- | ---- | ------------ | ------------ | ---------------- | ----------------- | ----------- | ----------------- | ----------------- | ---------- |
|      | 1.   | 10           | 10           | 2017. január 1.  | 2017. február 27. | Freeform    | 2018. február 21. | 2018. április 25. | HBO 3      |
|      | 2.   | 10           | 10           | 2018. január 18. | 2018. március 22. | Freeform    | 2018. május 2.    | 2018. július 5.   | HBO 3      |

### 1. évad (2017)
| Sor. | Év. | Cím                                                  | Rendező            | Író                | Premier                             | Nézettség   | Gyártási szám |
| ---- | --- | ---------------------------------------------------- | ------------------ | ------------------ | ----------------------------------- | ----------- | ------------- |
| 1.   | 1.  | A fekete hajú lány (Pilot)                           | Lee Toland Krieger | Adam Nussdorf      | 2017. január 1. 2018. február 21.   | 0,95 millió | 101           |
| 2.   | 2.  | Az idő szárnyán (Tempus Fugit)                       | Steven A. Adelson  | Adam Nussdorf      | 2017. január 2. 2018. február 28.   | 1,07 millió | 102           |
| 3.   | 3.  | Víz és szivacs (Ties That Bind)                      | Steven A. Adelson  | Wes Lukey          | 2017. január 9. 2018. március 7.    | 0,60 millió | 103           |
| 4.   | 4.  | A sárga dzsekis férfi (The Man in the Yellow Jacket) | Sam Hill           | Hillary Benefiel   | 2017. január 16. 2018. március 14.  | 0,51 millió | 104           |
| 5.   | 5.  | Koncentrikus körök (Fancy Meeting You Here)          | Nick Copus         | Jim Galasso        | 2017. január 23. 2018. március 21.  | 0,41 millió | 105           |
| 6.   | 6.  | Kansas csodája (Celeste)                             | Darnell Martin     | Mimi Won Techentin | 2017. január 30. 2018. március 28.  | 0,38 millió | 106           |
| 7.   | 7.  | A farkas órája (The Hour of the Wolf)                | Nick Copus         | Ryan Mottesheard   | 2017. február 6. 2018. április 4.   | 0,32 millió | 107           |
| 8.   | 8.  | Az utolsó akció hős (Last Action Hero)               | Guy Norman Bee     | Elias Benavidez    | 2017. február 13. 2018. április 11. | 0,35 millió | 108           |
| 9.   | 9.  | Áfonya és paradicsom (Out of Darkness)               | Steven A. Adelson  | Adam Nussdorf      | 2017. február 20. 2018. április 18. | 0,38 millió | 109           |
| 10.  | 10. | A fények óceánja (Into the Light)                    | Steven A. Adelson  | Adam Nussdorf      | 2017. február 27. 2018. április 25. | 0,30 millió | 110           |

### 2. évad (2017)
| Sor. | Év. | Cím                                            | Rendező           | Író              | Premier                            | Nézettség   | Gyártási szám |
| ---- | --- | ---------------------------------------------- | ----------------- | ---------------- | ---------------------------------- | ----------- | ------------- |
| 11.  | 1.  | Bajnoki gyűrű (Two Zero One)                   | Steven A. Adelson | Adam Nussdorf    | 2018. január 18. 2018. május 2.    | 0,31 millió | 201           |
| 12.  | 2.  | Múlik a bűbáj (Cheers, Bitch)                  | Steven A. Adelson | Adam Nussdorf    | 2018. január 18. 2018. május 9.    | 0,15 millió | 202           |
| 13.  | 3.  | Az űr az úr (No Es Bueno)                      | Nick Copus        | Marc Dube        | 2018. január 25. 2018. május 16.   | 0,23 millió | 203           |
| 14.  | 4.  | És akkor kopogtak (Knock, Knock)               | Vanessa Parise    | Nichole Beattie  | 2018. február 1. 2018. május 23.   | 0,23 millió | 204           |
| 15.  | 5.  | Hat láb mélyen (Six Feet Deep)                 | Nick Copus        | Ryan Mottesheard | 2018. február 8. 2018. május 30.   | 0,25 millió | 205           |
| 16.  | 6.  | Dőlnek a bábuk (Bedposts)                      | Carol Banker      | Jim Galasso      | 2018. február 15. 2018. június 7.  | 0,38 millió | 206           |
| 17.  | 7.  | A vagány és a virág száll (Stir)               | Dawn Wilkinson    | Hillary Benefiel | 2018. március 1. 2018. június 14.  | 0,23 millió | 207           |
| 18.  | 8.  | Jégkrém (I Scream, You Scream)                 | Rick Bota         | David Eick       | 2018. március 8. 2018. június 21.  | 0,15 millió | 208           |
| 19.  | 9.  | A Birodalom kapuja (F.G.B.)                    | Steven A. Adelson | Adam Nussdorf    | 2018. március 15. 2018. június 28. | 0,24 millió | 209           |
| 20.  | 10. | Gyufa és gyújtó (There's No Home for You Here) | Steven A. Adelson | Adam Nussdorf    | 2018. március 22. 2018. július 5.  | 0,26 millió | 210           |